# L'Unione
La Unió ((italià): L'Unione) fou una gran coalició nacional italiana, que actuà com a partit polític de centre-esquerra. El va crear Romano Prodi junt amb molts altres partits d'Itàlia.

## Història

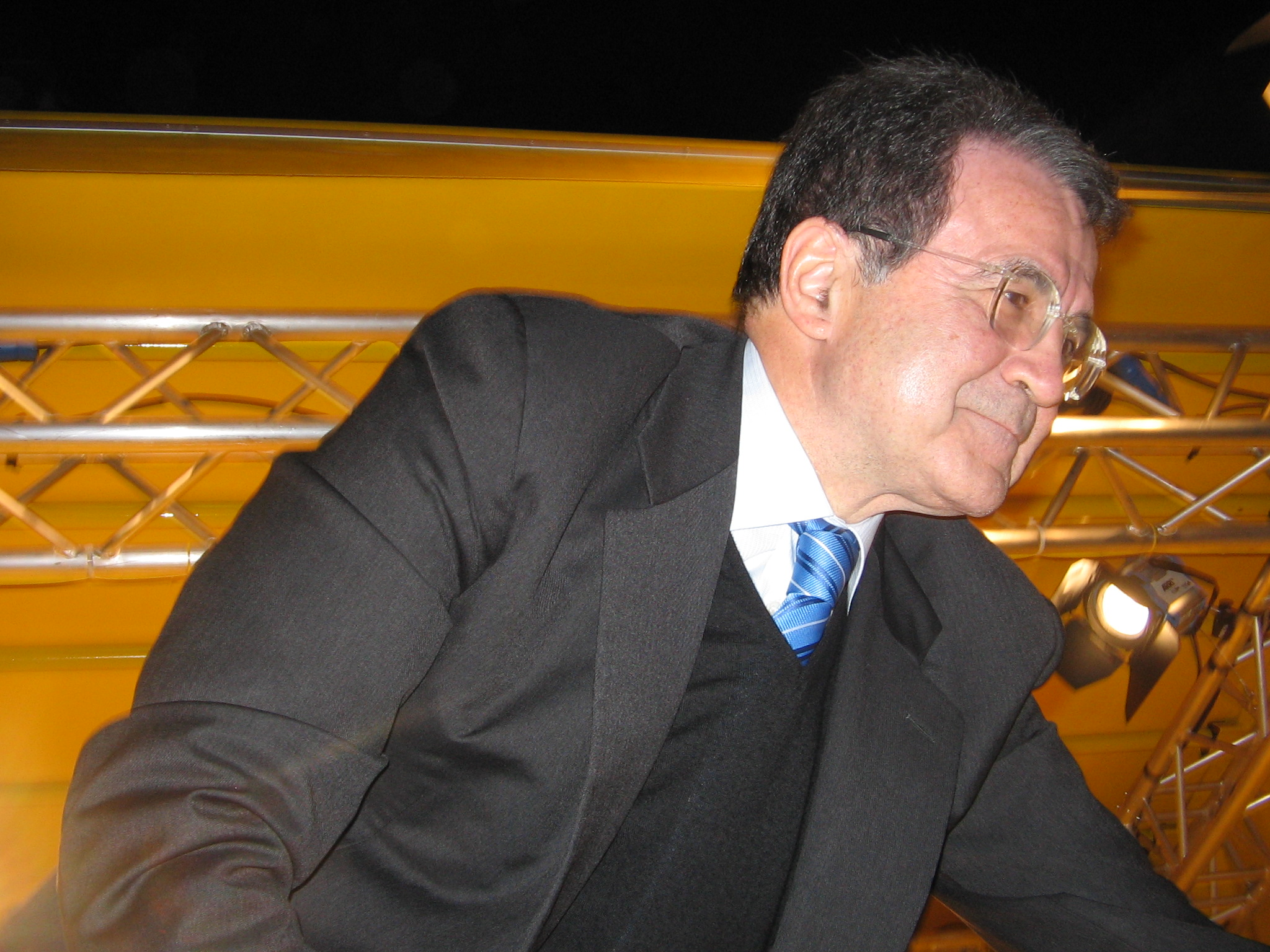
Romano Prodi durant la campanya electoral de les eleccions de 2006

Les eleccions primàries van ser el 16 d'octubre de 2005 i van tenir 7 candidats.
- Fausto Bertinotti, secretari del Partit de la Refundació Comunista.
- Antonio Di Pietro, líder del Partit dels Valors d'itàlia.
- Ivan Scalfarotto, un candidat independent.
- Simona Panzino, és una simbòlica candidata del moviment anti-globalització.
- Alfonso Pecoraro Scanio, secretari de la Federació dels Verds.
- Romano Prodi, líder de L'Ulivo, l'ex-Primer Ministre d'Itàlia (1996-1998) i el President de la Comissió Europea.
- Clemente Mastella, líder de Popular-UDEUR.

Els col·legis electorals van obrir a les 8 del matí i van tancar a les 10 del vespre, el 16 d'octubre de 2005, un total de 4.311.149 de persones van anar a votar.
| Candidat                | Vots      | %      |
| ----------------------- | --------- | ------ |
| Romano Prodi            | 3,182,686 | 74,1%  |
| Fausto Bertinotti       | 631,592   | 14,7%  |
| Clemente Mastella       | 196,014   | 4,6%   |
| Antonio Di Pietro       | 142,143   | 3,3%   |
| Alfonso Pecoraro Scanio | 95,388    | 2,2%   |
| Ivan Scalfarotto        | 26,912    | 0,6%   |
| Simona Panzino          | 19,752    | 0,5%   |
| Vots en blanc           | 7,583     |        |
| Vots invàl·lids         | 9,031     |        |
| Total                   | 4,311,149 | 100,0% |

Els votants de la Unió van elegir a Romano Prodi amb un 74,1% dels vots, candidat de La Unió a Primer Ministre. Amb Romano Prodi com a candidat la Unió va treure 19.036.986 de vots i va assolir 348 escons i un 49,80% dels vots. I després de les dures crítiques del candidat derrotat de la Casa de la Llibertat, Silvio Berlusconi. Finalment el 17 de maig de 2006, Romano Prodi va poder ser investit, com a 80è Primer Ministre d'Itàlia.
Després de la gran influència del Partit Democràtic, L'Unione fou dissolta el 8 de febrer de 2008, amb el Partit Democràtic com el seu gran successor.

## Components
| Partit | Partit                                          | Ideologia                    | Líder                   |
| ------ | ----------------------------------------------- | ---------------------------- | ----------------------- |
|        | Demòcrates d'Esquerra (DS)                      | Socialdemocràcia             | Piero Fassino           |
|        | Democràcia és Llibertat - La Margarida (DL)     | Centrisme                    | Francesco Rutelli       |
|        | Partit de la Refundació Comunista (PRC)         | Comunisme                    | Fausto Bertinotti       |
|        | Federació dels Verds (FdV)                      | Ecologisme                   | Alfonso Pecoraro Scanio |
|        | Partit dels Comunistes Italians (PdCI)          | Comunisme                    | Oliviero Diliberto      |
|        | Rosa en el Puny (RnP)                           | Socioliberalisme             | Emma Bonino             |
|        | Itàlia dels Valors (IdV)                        | Populisme                    | Antonio Di Pietro       |
|        | Unió de Demòcrates per Europa (UDEUR)           | Democràcia Cristiana         | Clemente Mastella       |
|        | Els Socialistes Italians (SI)                   | Socialdemocràcia             | Bobo Craxi              |
|        | Moviment Republicans Europeus (MRE)             | Socioliberalisme             | Luciana Sbarbati        |
|        | Lliga per l'Autonomia - Aliança Llombarda (LAL) | Regionalisme                 | Matteo Brivio           |
|        | Partit Popular del Tirol del Sud (SVP)          | Regionalisme                 | Luis Durnwalder         |
|        | Partit dels Pensionistes (PP)                   | Interessos dels pensionistes | Carlo Fatuzzo           |

DS, DL i MRE es van presentar a les eleccions com L'Ulivo. El Partit Democràtic (PD), una fusió de DS i DL, va substituir els seus partits predecessors com a membre de La Unió des de la seva fundació l'octubre de 2007, convertint-se en el partit membre més gran de l'aliança. També durant aquest temps, el SDI es va convertir en el Partit Socialista (PS).

## Resultats electorals

### Parlament italià
| Any  | Líder        | Vots            | %    | Diputats  | +/− | Vots            | %    | Senadors  | +/- |
| ---- | ------------ | --------------- | ---- | --------- | --- | --------------- | ---- | --------- | --- |
| 2006 | Romano Prodi | 19,036,986 (1r) | 49.8 | 348 / 630 | Nou | 17,118,364 (2n) | 49.2 | 158 / 315 | Nou |